# Élections législatives de 1946 dans l'Ariège
Les élections législatives de 1946 dans l'Ariège se déroulent le 10 novembre 1946 afin d'élire les trois députés du département de l'Ariège.

## Contexte
| Choix | Voix   | %     |
| ----- | ------ | ----- |
| Oui   | 40 622 | 71,12 |
| Non   | 16 497 | 28,88 |

## Listes
| Liste | Liste                                                                                    | Tête de liste          | juin 1946 | juin 1946 |
| Liste | Liste                                                                                    | Tête de liste          | Voix      | Élus      |
| ----- | ---------------------------------------------------------------------------------------- | ---------------------- | --------- | --------- |
|       | Parti communiste français Liste communiste et d'Union républicaine et résistante         | Pierre Poumadère       | 31,66 %   | 1         |
|       | Parti socialiste SFIO Liste du Parti socialiste SFIO                                     | Jean Durroux           | 29,15 %   | 1         |
|       | Rassemblement des gauches républicaines Liste du Rassemblement des gauches républicaines | Georges Galy-Gasparrou | 20,74 %   | 1         |
|       | Mouvement républicain populaire Liste du Mouvement républicain populaire                 | Maurice Byé            | 18,45 %   | 0         |

## Résultats

### Résultats généraux
|  | 33,40 |

|  | 28,74 |

|  | 19,60 |

|  | 18,25 |

|  | 73,69 |

### Répartition des sièges
| Liste | Liste | Calcul                      | Sièges |
| ----- | ----- | --------------------------- | ------ |
|       | PCF   | 24 505 ÷ (0 + 1) = 24 505   | 1      |
|       | SFIO  | 21 089 ÷ (0 + 1) = 21 089   | 0      |
|       | RGR   | 14 383 ÷ (0 + 1) = 14 383   | 0      |
|       | MRP   | 13 393 ÷ (0 + 1) = 13 393   | 0      |
|       |       |                             |        |
|       | PCF   | 24 505 ÷ (1 + 1) = 12 252,5 | 1      |
|       | SFIO  | 21 089 ÷ (0 + 1) = 21 089   | 1      |
|       | RGR   | 14 383 ÷ (0 + 1) = 14 383   | 0      |
|       | MRP   | 13 393 ÷ (0 + 1) = 13 393   | 0      |
|       |       |                             |        |
|       | PCF   | 24 505 ÷ (1 + 1) = 12 252,5 | 1      |
|       | SFIO  | 21 089 ÷ (1 + 1) = 10 544,5 | 1      |
|       | RGR   | 14 383 ÷ (0 + 1) = 14 383   | 1      |
|       | MRP   | 13 393 ÷ (0 + 1) = 13 393   | 0      |

### Résultats par cantons
| Cantons                                                                                          | PCF    | PCF   | SFIO   | SFIO  | RGR    | RGR   | MRP    | MRP   |
| Cantons                                                                                          | Voix   | %     | Voix   | %     | Voix   | %     | Voix   | %     |
| ------------------------------------------------------------------------------------------------ | ------ | ----- | ------ | ----- | ------ | ----- | ------ | ----- |
| Ax-les-Thermes                                                                                   | 486    | 27,46 | 472    | 26,67 | 395    | 22,32 | 417    | 23,56 |
| La Bastide-de-Sérou                                                                              | 393    | 26,25 | 455    | 30,39 | 434    | 28,99 | 215    | 14,36 |
| Les Cabannes                                                                                     | 757    | 38,25 | 695    | 35,12 | 268    | 13,54 | 259    | 13,09 |
| Castillon                                                                                        | 1 203  | 30,57 | 1 136  | 28,87 | 985    | 25,03 | 611    | 15,53 |
| Foix                                                                                             | 2 297  | 32,14 | 2 123  | 29,70 | 1 506  | 21,07 | 1 221  | 17,08 |
| Le Fossat                                                                                        | 933    | 28,12 | 1 175  | 35,41 | 685    | 20,64 | 525    | 15,82 |
| Lavelanet                                                                                        | 2 370  | 40,55 | 1 320  | 22,59 | 937    | 16,03 | 1 217  | 20,82 |
| Le Mas-d'Azil                                                                                    | 1 180  | 42,35 | 668    | 23,98 | 456    | 16,37 | 482    | 17,30 |
| Massat                                                                                           | 737    | 28,05 | 179    | 6,81  | 1 458  | 55,50 | 253    | 9,63  |
| Mirepoix                                                                                         | 2 252  | 38,70 | 1 479  | 25,42 | 796    | 13,68 | 1 292  | 22,20 |
| Oust                                                                                             | 911    | 35,48 | 448    | 17,45 | 913    | 35,55 | 296    | 11,53 |
| Pamiers                                                                                          | 3 223  | 37,41 | 1 578  | 18,31 | 1 594  | 18,50 | 2 221  | 25,78 |
| Quérigut                                                                                         | 217    | 34,89 | 301    | 48,39 | 52     | 8,36  | 52     | 8,36  |
| Sainte-Croix                                                                                     | 348    | 19,46 | 1 012  | 56,60 | 243    | 13,59 | 185    | 10,35 |
| Saint-Girons                                                                                     | 2 162  | 30,52 | 2 949  | 41,63 | 945    | 13,34 | 1 028  | 14,51 |
| Saint-Lizier                                                                                     | 926    | 25,43 | 1 423  | 39,08 | 505    | 13,87 | 787    | 21,61 |
| Saverdun                                                                                         | 1 051  | 24,94 | 917    | 21,76 | 922    | 21,88 | 1 324  | 31,42 |
| Tarascon                                                                                         | 1 479  | 36,26 | 1 220  | 29,91 | 786    | 19,27 | 594    | 14,56 |
| Varilhes                                                                                         | 1 172  | 45,22 | 826    | 31,87 | 318    | 12,27 | 276    | 10,65 |
| Vicdessos                                                                                        | 408    | 28,25 | 790    | 54,71 | 108    | 7,48  | 138    | 9,56  |
| Total                                                                                            | 24 505 | 33,40 | 21 089 | 28,74 | 14 383 | 19,60 | 13 393 | 18,25 |
| Source : Élections et référendums des 13 octobre, 10 et 24 novembre et 8 décembre 1946, Le Monde |        |       |        |       |        |       |        |       |

### Carte

Résultats par cantons :

## Députés élus
| N° | Député                 | Parti | Parti     |
| -- | ---------------------- | ----- | --------- |
| 1  | Pierre Poumadère       |       | PCF       |
| 2  | Jean Durroux           |       | SFIO      |
| 3  | Georges Galy-Gasparrou |       | RGR (RAD) |